# 西湘貨物駅
西湘貨物駅（せいしょうかもつえき）は、神奈川県小田原市前川にある日本貨物鉄道（JR貨物）の貨物駅である。東海道本線の複々線区間のうち、東海道貨物線上の国府津駅と鴨宮駅の間に存在する。

## 概要
臨時車扱貨物の取扱駅である。貨物列車、トラック便の発着は既に無くなり、駅としては機能していない。現在は東海道貨物線で運行される貨物列車が待避する信号場として、あるいはコンテナ留置場としてのみ機能している。

## 歴史
- 1970年（昭和45年）5月20日：国府津駅・鴨宮駅の貨物取扱業務を移管する形で、神奈川県足柄下郡橘町大字前川に開業[1]。
- 1974年（昭和49年）10月1日：「荷貨一元化（営業範囲の改定）」により荷物の取扱を開始[2]。
- 1978年（昭和53年）10月2日：荷物の取扱を廃止[3]。
- 1979年（昭和54年）10月1日：東海道本線増設線（東海道貨物線）の使用が開始され、停車駅となる[4]。
- 1984年（昭和59年）2月1日：コンテナ貨物の取扱を廃止[5]。
- 1987年（昭和62年）4月1日：国鉄分割民営化により、JR貨物の駅となる。
- 1988年（昭和63年）3月13日：コンテナ貨物の取扱を再開。
- 1999年（平成11年）4月1日：貨物列車の発着が廃止され、自動車代行駅となる。トラック便の運行開始。
- 2002年（平成14年）11月1日：トラック便が廃止され、相模貨物駅で直接集配を行うように変更される。

## 駅構造
地上駅で、2階建ての駅舎があった。貨物列車の発着があった1999年までは、1面のコンテナホーム、1面の上屋付貨物ホーム、3本の荷役線を有していた。貨物列車の廃止後、コンテナホームの一部を残してすべて撤去され、跡地はコロナワールドに転用された。また、開業にあたり国府津側にスイッチバックする形でアンダーパスが設置され、従来、鴨宮駅の専用線とされていた久保田鉄工小田原工場（現・ケイミュー小田原工場）や財務省印刷局（現・国立印刷局）小田原工場、ゼネラル石油の油槽所への側線を当駅扱いとした。これらの輸送はゼネラル石油を最後に1994年頃までに終了している。

## 利用状況
過去の年間発着トン数は下記の通り。
| 年度   | 発送トン数 | 到着トン数 | 出典  |
| ------ | ---------- | ---------- | ----- |
| 1998年 |            |            |       |
| 1999年 | 86,474     | 25         | [ 6 ] |
| 2000年 | 90,228     | 22,806     | [ 7 ] |
| 2001年 | 92,795     |            | [ 8 ] |
| 2002年 | 49,285     | 14,580     | [ 9 ] |

## 駅周辺
- 小田原コロナワールド
- 小田原シティーモール
- ケイミュー小田原工場
- 国立印刷局小田原工場
- HGSTジャパン小田原事業所
- 西湘バイパス国府津IC

## 隣の駅
東日本旅客鉄道（JR東日本）
東海道貨物線（旅客列車は全列車通過）
国府津駅 - 西湘貨物駅 - 鴨宮駅